# The Simpsons: Testify
The Simpsons: Testify is een muziekalbum met nummers uit de animatieserie The Simpsons. Het album kwam uit op 18 september, 2007, 5 dagen voordat het 19e seizoen van de serie begon.
De nummers op het album werden oorspronkelijk speciaal voor de show opgenomen. Artiesten als Jackson Browne, Shawn Colvin, David Byrne, The B-52's, Baha Men, NRBQ en Weird Al Yankovic hebben eraan meegewerkt.
Verder bevat het album vier nog niet eerder uitgezonden bonusnummers: "Hullaba Lula (met onder anderen Kelsey Grammer), "Song of the Wild Beasts", "Dancing Workers' Song" en "Oldies and Nudies".

## Track lijst
Het album bevat de volgende nummers:
1. "The Simpsons Main Title Theme"
2. "Testify"
3. "The Very Reason That I Live"
4. "He's the Man"
5. "Stretch Dude and Clobber Girl"
6. "The Simpsons End Credits Theme"
7. "Ode to Branson"
8. "Sold Separately"
9. "Island of Sirens"
10. "They'll Never Stop the Simpsons"
11. "You're a Bunch of Stuff"
12. "What Do I Think of the Pie?"
13. "Baby Stink Breath"
14. "Tastes Like Liberty"
15. "Jellyfish"
16. "Homer & Marge (Love goes on)"
17. "Everybody Hates Ned Flanders" (medley)
18. "I Love To Walk"
19. "Marjorie"
20. "The President Wore Pearls" medley
21. "Glove Slap"
22. "O Pruny Night"
23. "America (I Love This Country)"
24. "America Rules"
25. "Welcome to Moe's"
26. "We Are the Jockeys"
27. "Song of Shelbyville"
28. "A Star Is Torn" medley
29. "Who Wants A Haircut?"
30. "My Fair Laddy" medley
31. "Springfield Blows"
32. "King of Cats" (Itchy & Scratchy medley)
33. "Lady"
34. "You Make Me Laugh"
35. "Lady Riff"
36. "Poppa, Can You Hear Me?"
37. "Yokel Chords" medley
38. "Hullaba Lula
39. "Song of the Wild Beasts"
40. "Dancing Workers' Song"
41. "Oldies and Nudies"